# Thục hầu Huy
Thục hầu Huy (tiếng Trung: 蜀侯煇; ? – 301 TCN), tên Huy (煇) hay Uẩn (惲), Ninh Uẩn (寧煇), là Thục hầu thứ hai của nước Tần thời Chiến Quốc trong lịch sử Trung Quốc.

## Thân thế
Theo Hoa Dương quốc chí của Thường Cừ thì Thục hầu Uẩn là công tử Doanh Uẩn, con thứ của Tần Huệ Văn vương.
Theo Chiến quốc sử liêu biên niên tập chứng của Dương Khoan thì Thục hầu Huy là con trai của Lư Tử Bá vương, vua cuối cùng của nước Thục, gọi Thục hầu Thông là chú.
Căn cứ Hoa Dương quốc chí: Năm 316 TCN, Tần Huệ Văn vương phái Tư Mã Thác diệt nước Thục. Thục vương cuối cùng bị quân Tần giết ở Vũ Dương, còn thái tử với tướng quốc chết ở núi Bạch Lộc. Nếu tổng hợp cả hai giả thuyết, thì có khả năng Huy là con thứ của Lư Tử Bá vương.

## Cuộc đời
Năm 310 TCN, Huệ Văn vương sai Tư Mã Thác, Trương Nghi, Cam Mậu giết Trần Trang. Năm 308 TCN, lập (công tử) Huy làm Thục hầu.
Năm 301 TCN, Thục hầu Huy phản Tần. Huệ Văn vương phái Tư Mã Thác cầm gươm đến ban chết. Thục hầu cùng vợ nhận gươm tự sát. Dân Thục an táng hai người ở ngoài thành. Nguyên nhân được cho là Thục hầu Huy hiến tế núi sông, gửi lễ cho Huệ Văn vương. Mẹ kế của Huy bỏ độc vào đồ lễ để hãm hại.
Năm 298 TCN, sửa lại án Thục hầu Huy, cải táng.